# Cyriocosmus nogueiranetoi
Espèce
Cyriocosmus nogueiranetoi est une espèce d'araignées mygalomorphes de la famille des Theraphosidae.

## Distribution
Cette espèce est endémique du Brésil.

## Publication originale
- Fukushima, Bertani & da Silva, 2005 : Revision of Cyriocosmus Simon, 1903, with notes on the genus Hapalopus Ausserer, 1875 (Araneae: Theraphosidae). Zootaxa, no 846, p. 1-31.